# François Dorval-Langlois de Fancan
François Dorval-Langlois, sieur de Fancan (* um 1576; † 1628) war Kanoniker von Saint-Germain-l’Auxerrois und einer der wichtigsten französischen Geheimagenten Kardinal Richelieus.
Seit 1617 stand Fancan in Beziehungen zum Bischof von Luçon. Zwischen 1621 und 1626 verfasste Fancan mindestens zehn politische Pamphlete bzw. Schriften, deren Inhalte von Richelieu entweder vorgegeben oder von ihm indirekt inspiriert worden waren. Unter diesen Schriften befanden sich:
- 1621 Discours salutaire et avis de la France mourante au roi (dt. heilsame Rede und Rat des sterbenden Frankreich an den König)
- 1623 La France mourante (dt. das sterbende Frankreich)
- 1625 Miroir du temps passé, à l l’usage du présent (dt. Spiegel vergangener Zeiten zur Verwendung in der Gegenwart)
- 1625 Discours sur les affaires de la Valteline et des Grisons, dédié au tout-puissant et catholique roi d’Espagne (dt. Abhandlung über die Affäre des Veltlins und der Graubündner, dem allmächtigen und katholischen König von Spanien gewidmet)
- 1626 Le Discours salutaire sur l’état présent des affaires d’Allemagne (dt. Grußwort über die aktuelle Lage in Deutschland)

Nach zeitgenössischen Berichten soll Fancan von Richelieu mit der Erstellung diplomatischer Depeschen, Memoranden und Instruktionen beauftragt worden sein.
Daneben beschäftigte sich Fancan mit Lyrik. So publizierte er 1626 den Band Le Tombeau des romans (dt. das Grab der Römer).
Fancan wurde am 4. Juni 1627 unter dem Vorwurf der Agitation gegen die Belagerung der Hugenottenfestung La Rochelle agitiert zu haben (die erst am 12. September 1627 begann) und in der Bastille in Paris gefangen gehalten. Da Richelieu ihn außerdem beschuldigte, für auswärtige Mächte spioniert zu haben, wurden belastende Papiere beschlagnahmt, aus denen hervorging, dass er Korrespondenz mit führenden Protestanten in Deutschland, der Schweiz, den Vereinigten Niederlanden und England geführt hatte. Darunter sollte hervorgegangen sein, dass Fancan vom Erzbischof von Köln Ferdinand von Bayern oder dessen Bruder Maximilian I. von Bayern oder beiden größere Geldbeträge erhalten habe. Ferner soll er den die Protestanten in La Rochelle unterstützenden Engländern militärisch relevante Informationen zukommen gelassen haben.
Richelieu soll sich über den Verrat eines seiner engsten politischen Mitarbeiter dermaßen empört haben, weil er ihn selbst auf zahlreichen geheimen Missionen ins In- und Ausland entsandt hatte und ihm in diesem Zusammenhang großes Vertrauen entgegengebracht hatte. Inwiefern ein solch erfahrener Agent umfangreiche Korrespondenz, die seinen Verrat belegte, aufhob oder ob es sich um eine Fabrikation aus der Umgebung von Père Joseph handelte, lässt sich nicht zweifelsfrei klären.
Der französische Historiker Gabriel Hanotaux hielt Fancan für einen „typischen Geheimagenten, ausgestattet mit Geschicklichkeit, Kühnheit, Kaltblütigkeit, Doppelzüngigkeit und einem starken Hang zur Intrige“. Fancan verbrachte ein Jahr in der Dunkelheit und Abgeschiedenheit der Bastille, bevor er dort verstarb.